# Tértulo

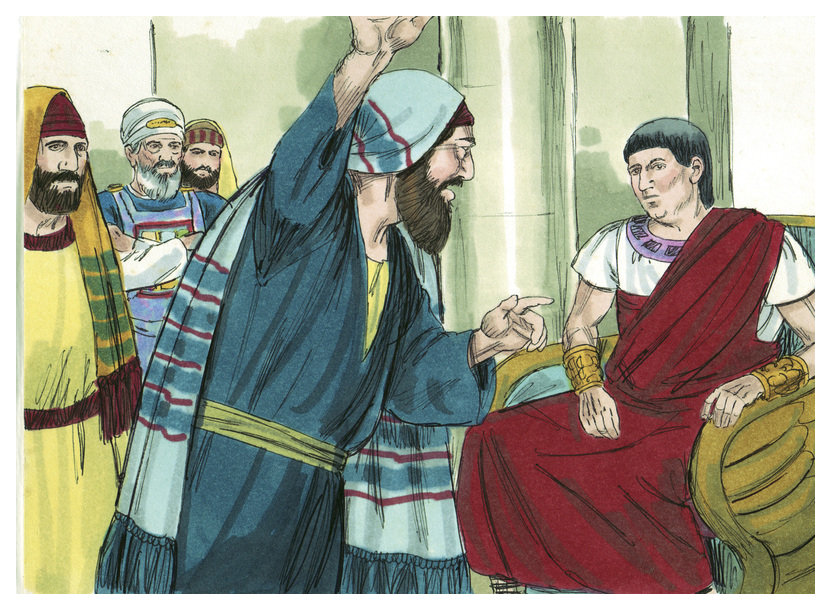
Tértulo perante o governador Félix no julgamento de Paulo pelos romanos.

Tértulo (em latim: Tertullus) era um advogado e orador empregado pelos judeus para apoiar Ananias no julgamento de Paulo de Tarso perante o governador romano da Judeia Félix (Atos 24:1–9).